# Ana Ugrinowska
Ana Ugrinovska, mk. Ана Угриновска  (ur. 18 maja 1980) – macedońska kajakarka górska, olimpijka. Brała udział w igrzyskach w roku 1996 (Atlanta). Nie zdobyła żadnych medali.

## Letnie Igrzyska Olimpijskie 1996 w Atlancie
| Konkurencja | I zjazd | I zjazd | II zjazd | II zjazd | Klas. końcowa | Klas. końcowa |
| Konkurencja | Czas    | Miejsce | Czas     | Miejsce  | Punkty        | Miejsce       |
| ----------- | ------- | ------- | -------- | -------- | ------------- | ------------- |
| Slalom K1   | 4:21,93 | 30.     | 3:38,17  | 27.      | 346,93        | 29.           |